# Krnov
Krnov (IPA: [ˈkr̩nof]; en alemán, Jägerndorf; en nuevo polaco, Krnów; en antiguo polaco, Karniów; en latín, Carnovia) es una ciudad de la Alta Silesia de la República Checa, en la Región de Moravia-Silesia, en el distrito de Bruntál, junto al río Opava cerca de la frontera polaca.
La ciudad fue fundada en 1221 y sirvió de capital de un ducado independiente entre 1377 y 1523. Tiene un castillo del siglo XVIII y varias iglesias y abadías.

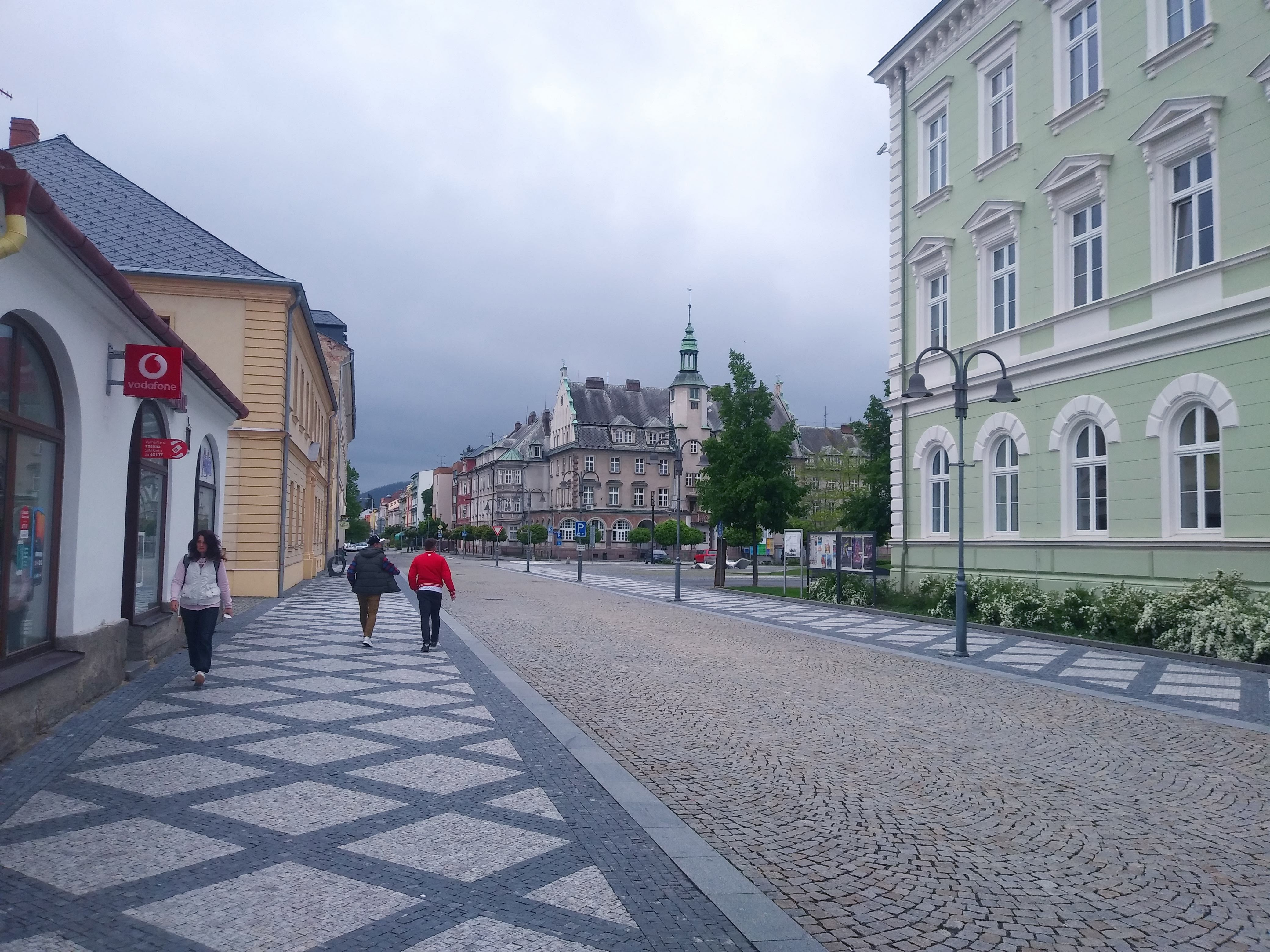
Krnov. Mayo 2019

## Personajes ilustres
- Radek Bonk, jugador de hockey
- Josel de Rosheim
- Hanns Cibulka, poeta
- Tereza Chlebovská, miss

## Ciudades hermanas
- Głubczyce, Voïvodie d'Opole, Polonia
- Karben, Wetterau-Kreis, Hesse, Alemania
- Nadvirna, Óblast de Ivano-Frankivsk, Ucrania
- Mińsk Mazowiecki, Polonia
- Pefki, Grecia
- Povegliano Veronese, Italia
- Prudnik, Voïvodie d'Opole, Polonia
- Rajec, Región de Žilina, Eslovaquia
- Saint-Egrève, Department Isère, Ródano-Alpes, Francia
- Telšiai, Lituania
- Yukón, Oklahoma, Estados Unidos